# Брустурі (комуна, Біхор)
Брустурі (рум. Brusturi) — комуна у повіті Біхор в Румунії. До складу комуни входять такі села (дані про населення за 2002 рік):
- Брустурі (1331 особа) — адміністративний центр комуни
- Варасеу (153 особи)
- Куєшд (519 осіб)
- Лоранта (101 особа)
- Орвішеле (597 осіб)
- Пеулешть (399 осіб)
- Піклеу (895 осіб)
- Цигенештій-де-Кріш (372 особи)

Комуна розташована на відстані 425 км на північний захід від Бухареста, 25 км на схід від Ораді, 111 км на північний захід від Клуж-Напоки.

## Населення
За даними перепису населення 2002 року у комуні проживали 4367 осіб.
Національний склад населення комуни:
| Національність | Кількість осіб | Відсоток |
| -------------- | -------------- | -------- |
| румуни         | 3859           | 88,4%    |
| словаки        | 208            | 4,8%     |
| цигани         | 176            | 4,0%     |
| угорці         | 119            | 2,7%     |
| німці          | 2              | < 0,1%   |
| татари         | 1              | < 0,1%   |
| євреї          | 1              | < 0,1%   |
| чехи           | 1              | < 0,1%   |

Рідною мовою назвали:
| Мова      | Кількість осіб | Відсоток |
| --------- | -------------- | -------- |
| румунська | 4055           | 92,9%    |
| словацька | 205            | 4,7%     |
| угорська  | 105            | 2,4%     |
| німецька  | 1              | < 0,1%   |
| татарська | 1              | < 0,1%   |

Склад населення комуни за віросповіданням:
| Релігія            | Кількість осіб | Відсоток |
| ------------------ | -------------- | -------- |
| православні        | 3227           | 73,9%    |
| п'ятдесятники      | 739            | 16,9%    |
| римо-католики      | 195            | 4,5%     |
| баптисти           | 76             | 1,7%     |
| реформати          | 58             | 1,3%     |
| греко-католики     | 35             | 0,8%     |
| адвентисти         | 28             | 0,6%     |
| бретрени           | 4              | 0,1%     |
| старообрядці       | 1              | < 0,1%   |
| юдеї               | 1              | < 0,1%   |
| не релігійні       | 1              | < 0,1%   |
| не вказали релігію | 1              | < 0,1%   |

## Зовнішні посилання
- Дані про комуну Брустурі на сайті Ghidul Primăriilor [Архівовано 8 лютого 2009 у Wayback Machine.]